# Saint-Michel-de-Fronsac

Saint-Michel-de-Fronsac este o comună în departamentul Gironde din sud-vestul Franței. În 2009 avea o populație de 543 de locuitori.

## Evoluția populației
| An        | 1975 | 1982 | 1990 | 1999 | 2006 | 2009 |
| --------- | ---- | ---- | ---- | ---- | ---- | ---- |
| Populație | 532  | 527  | 608  | 591  | 556  | 543  |